# Dénis Lindbohm
Dénis Lindbohm, (egentligen Ernst Rune Denis Lindbom), född 11 juli 1927 i Tranås, död 24 oktober 2005 i Malmö, var en svensk författare och mystiker. Hans tidiga författarskap höll sig inom genren science fiction och fantastik. Senare böcker behandlade huvudsakligen mystik. Lindbohm var även en förgrundsgestalt inom science fiction-fandom i Sverige.

## Biografi
Dénis Lindbohms barndom och tonår präglades av ständiga uppbrott. Modern, Gunborg, kom från enkla förhållanden. Som femtonåring fick hon anställning hos en välbärgad och kultiverad familj på den skånska landsbygden. Där fick hon lära sig ”borgerliga” umgängesregler liksom kunskap om annat, såsom olika religioner och reinkarnationslära. Hon hade redan som barn haft ockulta upplevelser.
Fadern Oskar Lindbom var, enligt Dénis Lindbohm, skomakare, ateist, kommunist, charmör och fifflare. När Dénis var ett år gammal separerade föräldrarna. Modern hade kortvariga anställningar på olika orter runt om i södra Sverige. Ibland bodde Dénis hos henne, ibland hos sina morföräldrar. 1934 fick hon tjänst som hushållerska hos en änkling, ”farbror Johan”, först i Simlinge på Söderslätt i Skåne och sedan i Börringe. Anställningen upphörde 1938 och de följande åren flyttade mor och son åter runt i Sydsverige. 
1942 fick han sin första anställning, på Tranås kartongfabrik, och 1943-1945 hade han olika kortvariga arbeten i Malmö. Han läste mycket om vetenskap och religion, blev intresserad av science fiction och började själv att skriva. Debuten kom i Jules Verne-magasinet 1945 med novellen Atombranden. Detta år anställdes han också på ett fotoföretag i Malmö, utbildade sig till fototekniker och stannade i branschen i trettio år. 1950 gifte han sig.

## Science fiction
På 1950-talet skrev Lindbohm science fiction-noveller och romanmanuskript och en del noveller publicerades i tidskrifter och fanzin. 
Han blev en av grundarna till svensk fandom genom att starta Club Meteor under femtiotalet. Ursprungligen tänkt som en allmän 'sällskapsförening' (hans egna ord till Bertil Mårtensson) blev den alltmer science fiction-orienterad och ganska snart en renodlad science fiction-förening, som trots flera färgstarka medlemmar i stort dominerades av sin grundare.
Mot slutet av 50-talet under en period då han inte skrev så mycket spelade Lindbohm in science fiction-film på svart-vit dubbelåtta. Den enda film som slutfördes var Den stora nattens vålnad som handlar om hur ett flygande tefat kraschar i Skåne och landsätter en utomjordisk varelse. Här medverkade medlemmar i Club Meteor liksom en del släktingar. Filmen blev så småningom en fannisk klassiker ofta visad på svenska science fiction-kongresser.
Inom föreningen startade Lindbohm också fanzinet Clloev, som utgavs oregelbundet in på sextiotalet. Ett pikant inslag i svensk fandom på denna tid var det så kallade fanniska kriget. Här utnämnde sig Lindbohm till autharken och hade som sin fiktive huvudfiende (vännen) Sam J. Lundwall alias The Overlord. Båda utgav sig som envåldshärskare i var sitt rike med anspråk på världsherravälde. Man kan se det hela som en satirisk reaktion på det just då pågående starkt närvarande kalla kriget i den verkliga världen.
Dénis Lindbohms hem var i det tidiga sextiotalet mötesplats för flera senare kända science fiction-fans, blivande skribenter och redaktörer. Här träffades för första gången Bertil Mårtensson, John-Henri Holmberg och den unge blivande astronomen (10 000-kronors-vinnaren i ämnet) Leif Andersson. Fast Lindbohm 1962 bara var trettiofem år gammal, kunde han med fru och tre barn och en etablerad plats inom fandom uppträda som patriark för de ännu mycket unga.
Efter ett flertal romanmanuskript under det tidiga femtiotalet, som refuserades av svenska förlag, samt några noveller publicerade i Häpna!, började Dénis Lindbohm skriva mer aktivt igen i och med den sexuellt frispråkiga novellen Draksådd 1965. Romanen Den gyllene randen var ett debattinlägg i den pågående sextiotalistiska debatten om den psykologiska nyttan av sexuell frigörelse – men den är närmast kritisk i klassiskt dystopisk stil. Människorna hålls i schack i samma stil som i Du sköna nya värld, flitigt idkande obligatorisk sex, och huvudpersonen som känner sig skeptisk inför att ha sex med barn blir "botad" i slutet. Romanen som skrevs ca 1965–1966 var först antagen för publicering men drogs in av förlaget och utkom först 1979 då debatten sedan länge var över. Romanen Eden utan Adam (1975) var för övrigt baserad på ett av de tidigare manuskripten från 1952–1954, men helt omskriven.
Lindbohms första reguljärt utgivna bok, Mörker över Malmö (1969), var en debattskrift om narkotika. 1971 kom Jagets eld, en bok om reinkarnation. Den första science fiction-romanen som gavs ut som bok var Soldat från jorden (1974). Den skulle följas av många andra i samma genre, men han skrev också kriminalhistorier och pornografi. Många noveller publicerades i olika tidskrifter. I sina sf-berättelser kunde Lindbohm föra in såväl etiska problem som minnen från sina utomsinnliga erfarenheter, dock utan att berätta att de var självupplevda.

## Utomsinnliga upplevelser
När Dénis Lindbohm var arton månader gammal hade han en, enligt honom själv, livsavgörande upplevelse. Han fick se ett foto av en död flicka, sin mors syster Esta som 1918 hade dött i spanska sjukan, bara fyra år gammal. Han förstod redan då att han hade varit Esta i ett tidigare liv. Modern trodde honom men varnade honom också. Han borde inte prata med andra om denna eller andra övernaturliga händelser, de kunde inte förstå och skulle bli arga. Det gällde fadern som var ateist och materialist, liksom morföräldrarna och andra bibeltrogna kristna. Han delade därför sin hemlighet enbart med sin mor ända tills han var över fyrtio år.
Redan som barn tänkte han mycket på de stora livsfrågorna, på vad som är ont och vad som är gott.
Han läste Bibeln och fick en stark motvilja mot Gamla testamentets gud, men kunde förena sin tro på reinkarnation med Nya testamentets budskap. 1943 blev Dénis och hans mor gemensamt vittne till en psykokinetisk händelse. Han läste om prekognition, magi och sanndrömmar men också om etablerad vetenskap och försökte att förena de två världarna.

## Böcker om mystik och magi
Science fiction-romanerna sålde inte alltid så bra och han fick med tiden svårt att få dem utgivna. Trots det kunde han mot slutet av 1970-talet bli författare på heltid, eftersom han blivit beviljad förtidspension på grund av ögonbesvär. Hans skrivande kom alltmer att präglas av ockultism och minnen av en hel serie tidigare liv i intergalaktiska miljöer. Han startade 1982 ett eget bokförlag, Psi-cirkeln, för sina böcker om mystik och magi. (Han ägnade sig också rent praktiskt åt magi av olika slag.)
Lindbohm försökte i olika sammanhang att förklara sin syn på verkligheten. Han såg ingen motsättning mellan vetenskap och mystik, mellan logik och intuition. I sitt sökande lät han idéer strömma fram helt okritiskt men granskade dem sedan skeptiskt. Båda delarna behövdes och gav olika bilder av ”Världssjälen”. Varje människa har sin sanning, d.v.s. ser sin del av helheten. 

## Eftermäle
Totalt har Lindbohms insatser gett honom en central plats som legend inom svensk science fiction-fandom och som inhemsk science fiction-författare. Han har karaktäriserats som ”en av Sveriges främsta inom området äventyrs-sf". Detsamma kan säkert också sägas om hans plats inom ockultism, reinkarnation och livsmystik. Som person var han mer tillbakadragen än han var i skrift, vänlig, men med ett utvecklat sinne för välformulerad ironi.